# Dequinha
José Mendonça dos Santos, detto Dequinha (Mossoró, 19 marzo 1928 – Aracaju, 23 luglio 1997), è stato un calciatore e allenatore di calcio brasiliano, di ruolo centrocampista.

## Caratteristiche tecniche
Giocava come centrocampista, ruolo che, grazie alla sua versatilità, ricoprì in svariati modi. Iniziò difatti come ala sinistra, per poi spostarsi nella posizione di mediano difensivo, in cui risaltarono le sue doti atletiche e di marcatura; la precisione nei  passaggi e la rapidità lo resero, più avanti, un efficace contropiedista.

## Carriera

### Club
Cresciuto — sia calcisticamente che personalmente — nel Rio Grande do Norte, si guadagnò il trasferimento all'América di Recife, nel Pernambuco, dalla quale fu poi ceduto al Flamengo nel 1950. Con la squadra di Rio de Janeiro riuscì a spezzare l'egemonia del Vasco da Gama, che aveva vinto quasi ininterrottamente il campionato statale dal 1945 al 1952. Difatti, il Flamengo si aggiudicò tre titoli consecutivi, e il contributo di Dequinha fu importante, in quanto giocava un ruolo di equilibrio nella formazione. Lasciato, dopo dieci anni, la compagine carioca, terminò la carriera nel 1962 con il Campo Grande.

### Nazionale
Con la Nazionale giocò per un breve periodo — principalmente quello legato ai successi con il Flamengo —, ottenendo la convocazione per il campionato del mondo 1954, ove però non riuscì a fare il suo debutto. Successivamente, giocò principalmente partite amichevoli, con il risultato degno di nota della vittoria della Coppa Bernardo O'Higgins nel 1955.

## Palmarès

### Giocatore

#### Club

##### Competizioni nazionali
- Campionato Carioca: 3

Flamengo: 1953, 1954, 1955
- Campionato Potiguar: 1

ABC: 1947
- Torneio Início do Rio de Janeiro: 1

Flamengo: 1959

#### Nazionale
- Trofeo O'Higgins: 1

1955

### Allenatore

#### Club

##### Competizioni nazionali
- Campionato Sergipano: 3

Sergipe: 1970, 1971, 1972